# Bagolyfélék

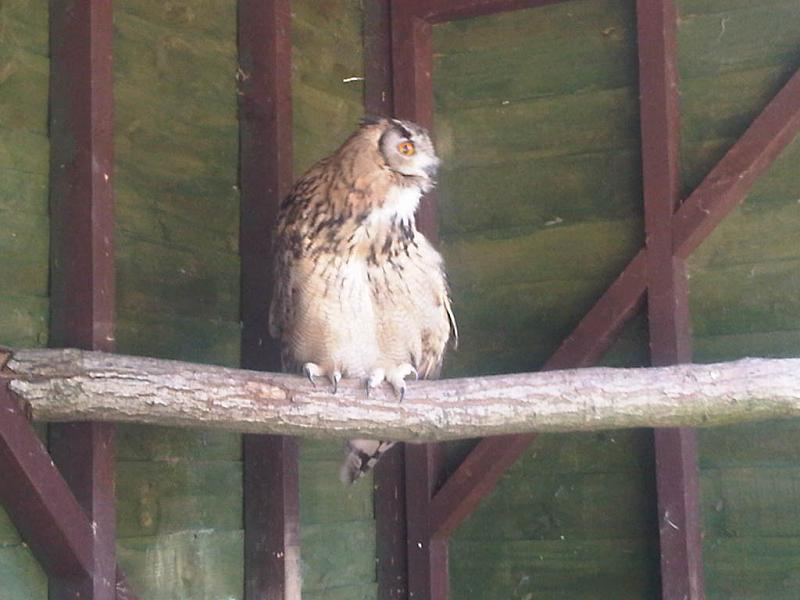
Uhu (Bubo bubo)

A bagolyfélék (Strigidae) a madarak osztályának bagolyalakúak (Strigiformes) rendjébe tartozó család.

## Rendszerezés
A családba az alábbi 4 alcsalád, 25 nem, 199 recens és 4 kihalt faj tartozik.

## Ninoxinae
A Ninoxinae alcsaládba 14 nem tartozik:
- Uroglaux – 1 faj
- Sceloglaux – 1 kihalt faj
- Ninox – 28 faj

## Surniinae
A Surniinae alcsaládba 9 nem tartozik:
- Xenoglaux – 1 faj
- Micrathene – 1 faj
- Aegolius – 4 faj
- Athene – 9 faj
- Smithiglaux – 2 faj
- Taenioglaux – 2 faj
- Surnia  – 1 faj
- Glaucidium – 27 faj

## Striginae
A Striginae alcsaládba 14 nem tartozik:
- Megascops – 26 faj
- Gymnasio – 1 faj
- Otus – 46 faj
- Psiloscops  – 1 faj
- Pyrroglaux – 1 faj
- Mimizuku – 1 faj
- Margarobyas – 1 faj
- Ptilopsis – 2 faj
- Bubo  18 faj
- Ketupa – 4 faj
- Scotopelia – 3 faj
- Strix – 16 faj
- Ciccaba – 3 faj
- Jubula – 1 faj
- Lophostrix – 1 faj
- Pulsatrix – 4 faj

## Asioninae
Az Asioninae alcsaládba 3 nem tartozik
- Asio – 7 faj
- Nesasio – 1 faj
- Pseudoscops – 2 faj

## Fosszilis nemek
- Ornimegalonyx
- Grallistrix
- Mioglaux
- Alasio
- Oraristrix
- Intutula

## Fosszilis fajok
- Otus wintershofensis vagy Strix wintershofensis
- Strix edwardsi
- Asio pygmaeus

## Fordítás
Ez a szócikk részben vagy egészben  az   Owl című angol Wikipédia-szócikk 24 ezen változatának fordításán alapul.  Az eredeti cikk szerkesztőit annak laptörténete sorolja fel. Ez a jelzés csupán a megfogalmazás eredetét és a szerzői jogokat jelzi, nem szolgál a cikkben szereplő információk forrásmegjelöléseként.

## Képek

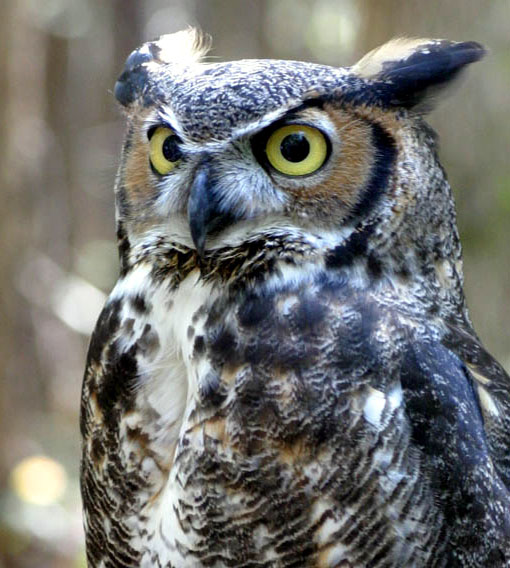
Amerikai uhu (Bubo virginianus)
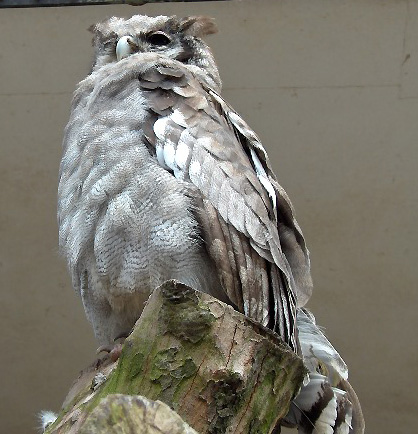
Tejuhu (Bubo lacteus)
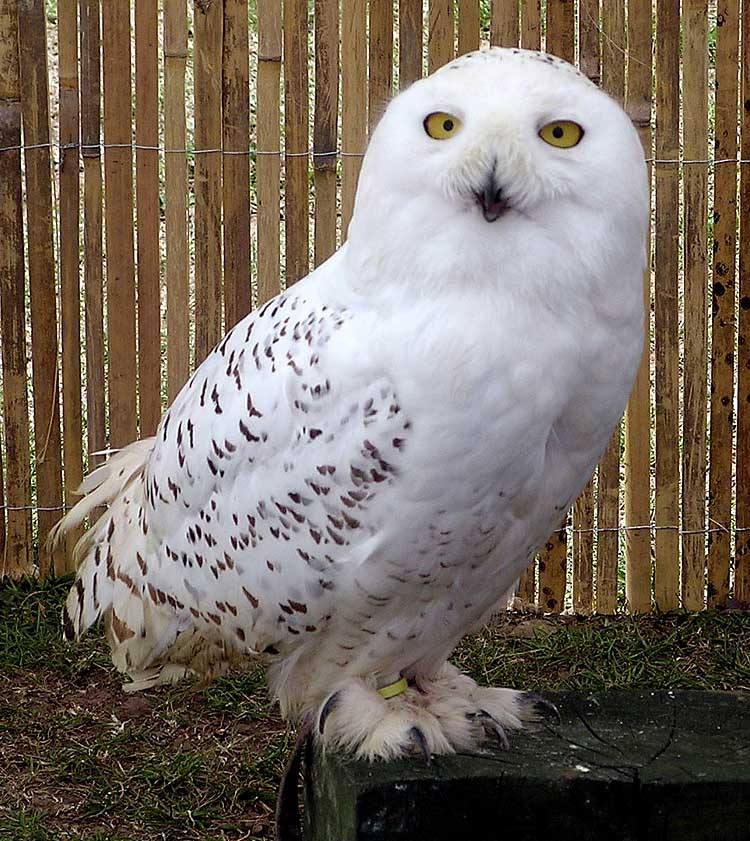
Hóbagoly (Bubo scandiaca)
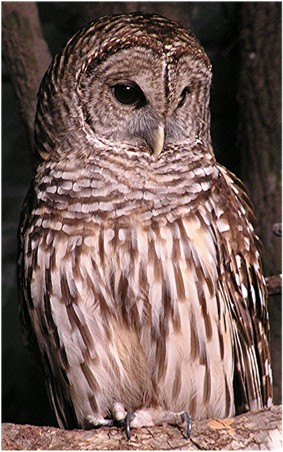
Szalagos bagoly (Strix varia)
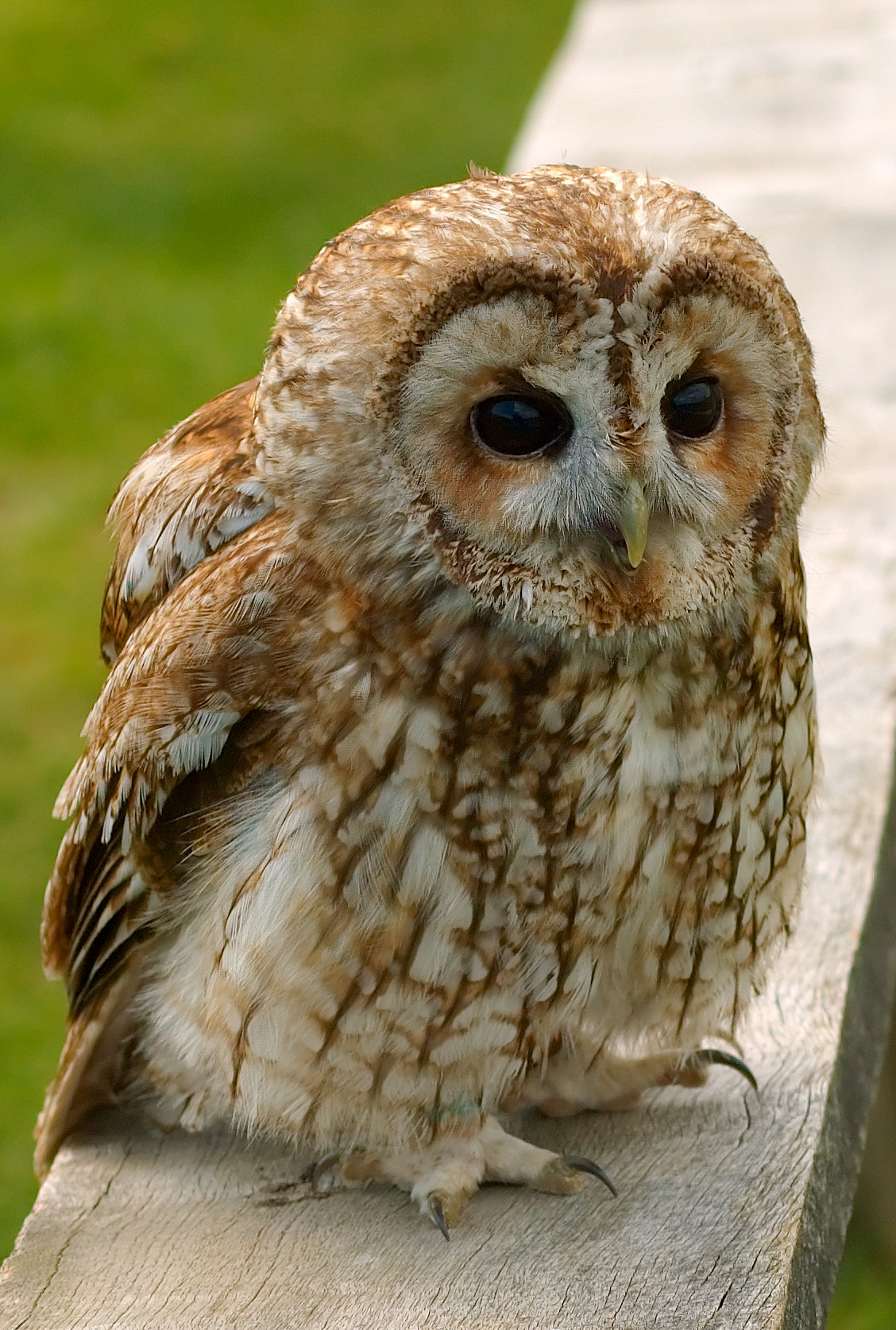
Macskabagoly (Strix aluco)
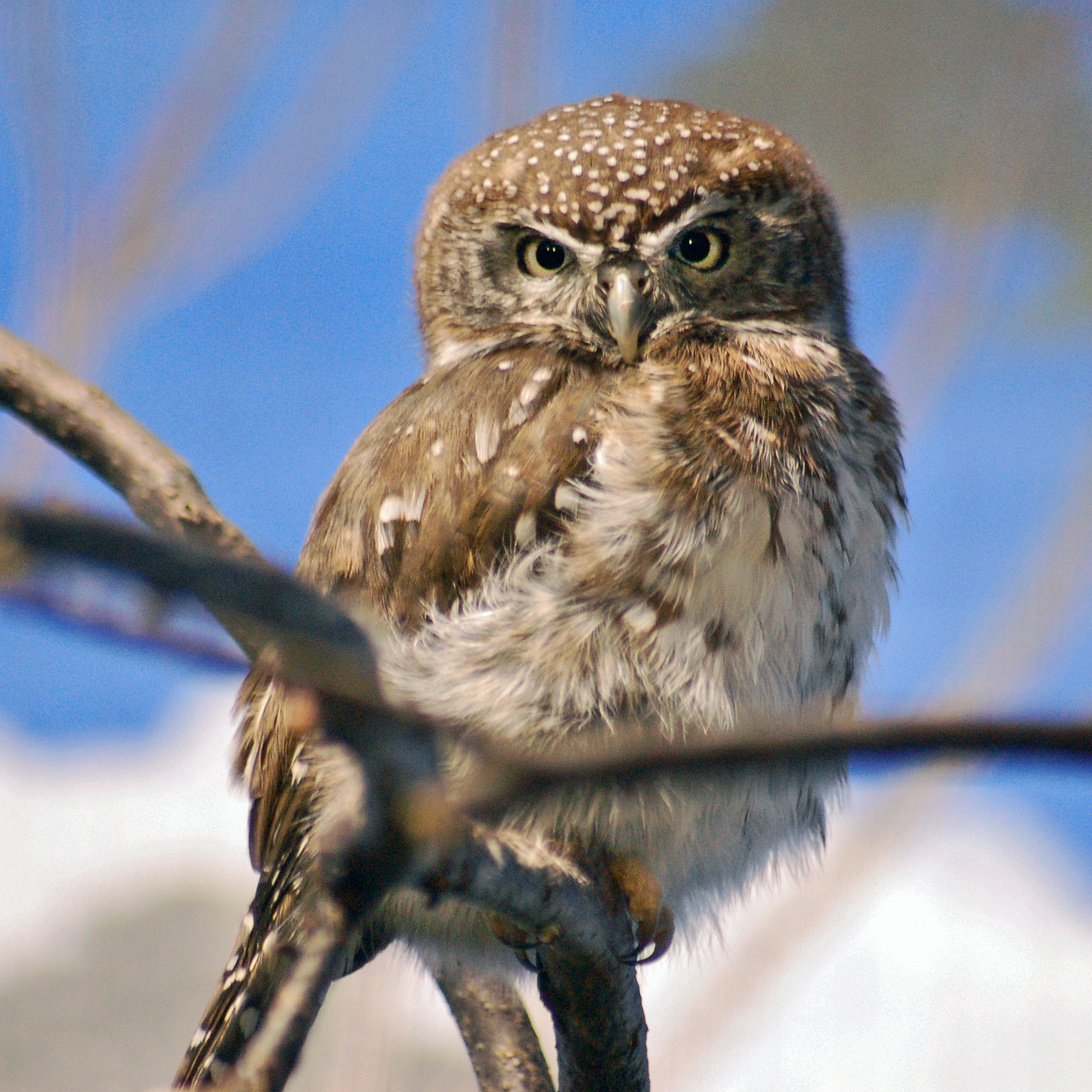
Gyöngyös törpekuvik (Glaucidium perlatum)
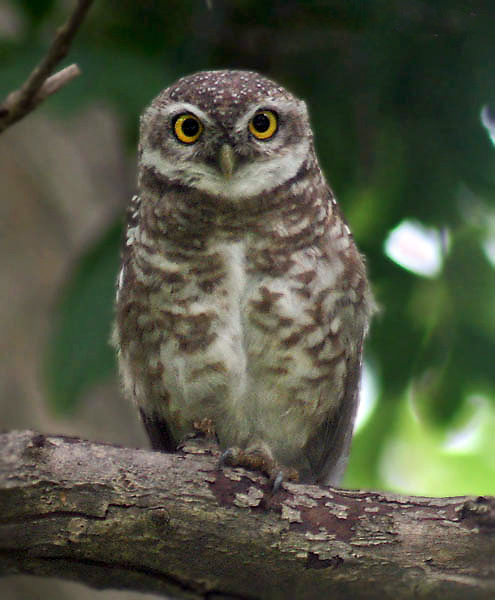
Brama kuvik (Athene brama)